# Julie Bowen
Julie Bowen Luetkemeyer, född 3 mars 1970 i Baltimore, Maryland, är en amerikansk skådespelare.
Bowen har en av huvudrollerna i komediserien Modern Family, en roll hon vunnit två Emmy Awards för.
År 2004 gifte sig Bowen med Scott Phillips. De har tre söner. År 2018 skiljde sig Bowen från Phillips.

## Filmografi (i urval)
- 1992 - Five Spot Jewel
- 1996 - Happy Gilmore
- 1996 - Multiplicity
- 1997 - An American Werewolf in Paris
- 2000-2004 - Ed (TV-serie)
- 2001 - You're Killing Me...
- 2001 - Amy's Orgasm
- 2001 - Venus and Mars
- 2001 - Joe Somebody
- 2005-2008 - Boston Legal (TV-serie)
- 2005 - Lost (TV-serie)
- 2005 - Kids in America
- 2005 - Partner(s)
- 2009–2020 - Modern Family (TV-serie)
- 2011 – Conception
- 2011 – Horrible Bosses
- 2023 – Totally Killer
- 2025 – Happy Gilmore 2